# Finestres obertes simultàniament (1a part, 3r motif)
Finestres obertes simultàniament (1a part, 3r motif) (en francès : Fenêtres ouvertes simultanément Ière partie 3e motif) és una pintura a l'oli sobre tela realitzada l'any 1912 per Robert Delaunay. Forma part d'una col·lecció de quadres que porten títols semblants.
Tot i que Robert Delaunay havia descartat pràctimant les imatges figuratives la primavera de 1912 en embarcar-se en la sèrie de finestres, alguns vestigis persisteixen en la sèrie. Aquí, com a Finestres obertes simultàniament (1a part, 2n motif), quadre que també es troba al mateix museu, del mateix moment, el fantasma al centre d'una Torre Eiffel verda al·ludeix el seu entusiasme per la vida moderna.
El cubisme analític va inspirar a Delaunay la fragmentació de la forma, el format ovalat i l'organització de l'espai del quadre com una graella que suportava la intersecció de plans. Tanmateix, a diferència dels plans tàctics i monocromàtics del cubisme, els de Delaunay no es defineixen amb línies i modelats, sinó per l'aplicació de colors diàfans i prismàtics. Delaunay va escriure el 1913: "La línia és una limitació. El color dona profunditat -ni de perspectiva ni successiva, sinó una profunditat simultània- així com la forma i el moviment." Com en la percepció visual del món real, la percepció en el quadre de Delaunay és inicialment fraccionada, l'ull es mou contínuament d'una forma a d'altres relacionades per matisos, valor, to, forma o direcció. A mesura que el focus canvia, s'expandeix, salta i es contrau en ritmes interminables, un sent els límits fixats pels marges de la tela i l'encadenament atapeït en que conté. Perquè la identificació de formes figuratives no és necessària quan els ulls es mouen sense pausa, no es fan judicis sobre la importància relativa de les parts i tots els elements es poden percebre com igualment significatius. L'harmoniade la realitat pictòrica proveeixen una analogia de l'harmonia oculta del món.
A l'esquerra de la tela Delaunay suggereix vidre, que, com els plans cromàtics del quadre, és a la vegada transparent, reflectiu, insubstancial i sòlid. El vidre pot al·ludir tant a la metàfora de l'art com una finestra de la realitat.